# سید اصغر میرجعفری
سید اصغر میرجعفری نظامی ایرانی، عضو سپاه پاسداران و رئیس سابق حفاظت اطلاعات وزارت دفاع است. تیرماه سال ۱۳۹۸ رادیو اسرائیل گزارش داد که او در نزدیکی بندر جاسک ربوده شده است و از سرنوشت او خبری در دسترس نیست.